# Leonor Serrano Pablo
Pour les articles homonymes, voir Serrano et Pablo.
Leonor Serrano Pablo ou Leonor Serrano de Xandri, née à Hinojosas de Calatrava (province de Ciudad Real) en 1890 et morte à Madrid en 1942, est une pédagogue, juriste, avocate et écrivaine féministe espagnole.

## Biographie

### Formation
Surdouée, Leonor passe une scolarité brillante. En 1897, elle décroche une bourse et part à  Madrid où elle étudie pendant dix ans au Colegio del Sagrado Corazón.
Elle intègre ensuite, de 1909 à 1912, la Escuela de Estudios Superiores de Magisterio équivalent de l'Ecole normale.
En 1913, elle est nommée inspectrice des écoles à Barcelone. La Mairie lui octroie une bourse pour suivre les cours de Maria Montessori à Rome. À son retour, elle préconise à la municipalité de mettre en place ces méthodes, afin de libérer les femmes de la tyrannie du foyer, et plaide pour la conciliation entre vie familiale et travail. Pour elle, la femme ne peut se réaliser exclusivement dans la maternité. 
En 1915, elle épouse le pédagogue Josep Xandri Pich. Le couple a un fils, Andreu, éduqué selon la pédagogie Montessori. 
Elle s'engage vivement dans la lutte pour les droits des femmes et publie en 1923 La educación de la mujer de mañana.
En 1924, elle obtient une bourse de la Junta para la Ampliación de Estudios, liée à l'Institution libre d'enseignement, grâce à laquelle elle peut étudier les écoles françaises, belges et suisses.
Ses idées progressistes entraînent son bannissement pendant la dictature de Primo de Rivera. Elle développe une intense activité littéraire : La enseñanza complementaria obrera (1926), El método Montessori (1928) et La educación y las profesiones femeninas (1929).

### Avocate
Diplômée en droit de l'Université de Saragosse, elle intègre le barreau de Barcelone en 1930. Au retour de la République, elle défend notamment le droit de vote des femmes, le divorce, l'accès des femmes aux responsabilités publiques et l'abolition de la peine de mort, en compagnie de Carmen Espinosa, Carme Montoriol i Puig et d'autres intellectuelles catalanes.

### Professeure de géographie
Avec l'universitaire Gloria Giner de los Rios Garcia, Leonor Serrano développe l'enseignement de la géographie autour de ce qu'elle appelle l'« observation enthousiaste». Il s'agit notamment de dialoguer avec l'élève et le sensibiliser à son environnement, tout en développant l'enseignement de l'histoire. Elles posent les bases de l'inclusion réelle des femmes dans les études de géographie et créent ainsi l'une des premières manifestations de l'écoféminisme.

### Guerre d'Espagne
Leonor Serrano perd son fils et son mari au début de la guerre d'Espagne, tués lors de la bataille de Madrid. Elle choisit dans un premier temps l'exil, et se réfugie en France, mais elle rentre clandestinement en Espagne le 4 avril 1939 pour s'occuper de sa mère octogénaire à Madrid.
Elle est alors reconnue par les nationalistes et dénoncée. Interdite d'emploi public, elle doit survivre à Madrid.en donnant des cours à l'Instituto Editorial Reus. En 1942, le tribunal militaire ouvre les poursuites contre elle, mais elle meurt peu après.

## Œuvre
- La Pedagogía Montessori. Estudio informativo y crítico presentado al Ministerio de Instrucción Pública y al Ayuntamiento de Barcelona. Madrid: Sucesores de Hernando, 1915, 304 pp.
- ¿Qué harán nuestras mujeres después de la guerra? Premier Prix du Concours féminin organisé par le Centro Ibero-Americano de Cultura Popular Femenina, discours prononcé le 14 mai 1917. Madrid: Tip. Gaisse, 1917.
- La educación de la mujer de mañana. Madrid: Librería de los Sucesores de Hernando, 1923, 371 pp. Réédition de Mª del Carmen Agulló Díaz, Madrid, Biblioteca Nueva, 2007, 316 pp.
- La enseñanza complementaria obrera. Huesca: Tall. Gráf. V. Campo, 1926, 282 pp.
- El método Montessori. Madrid: Publicaciones de la Revista de Pedagogía, 1928, 111 pp. (La nueva educación, 5). Il existe plusieurs rééditions de cet ouvrage, dont 1932 et 1934 (Espagne) et 1945 (Buenos Aires).
- La educación y las profesiones femeninas. Madrid: El Magisterio Español, s.a. (1929), 32 pp. (Cartillas pedagógicas,15).
- La nueva enseñanza complementaria. Madrid: Publicaciones de la Revista de Pedagogía, 1932, 109 pp.
- Diana ó la educación de una niña. Libro de lectura escolar dividido en tres grados. Barcelona: Imprenta Elzeviriana y Librería Camí, 1933. Traduite en catalan avec le titre Diana o l'educació d'una nena (Barcelona: Imprenta Elzeviriana, 1936).
- Las ingenuas. Publicaciones Mundial, 25-II-1926. (La Novela Femenina, 31).